# USS Newport News (SSN-750)
El USS Newport News (SSN-750) de la Armada de los Estados Unidos es un submarino nuclear de ataque de la clase Los Angeles. Fue colocada su quilla en 1984, botado en 1986 y asignado en 1989.

## Historia
Construido por Newport News Shipbuilding & Dry Dock Co. de Newport News, Virginia; fue colocada su quilla el 3 de marzo de 1984, botado el 15 de marzo de 1986 y asignado el 3 de junio de 1989.
En 2003 el submarino Newport News participó de la Operación Iraqi Freedom y disparó diecinueve misiles BGM-109 Tomahawk en combate.
El 8 de enero de 2007, el Newport News operaba sumergido en el Mar Arábigo al sur del Estrecho de Ormuz cuando el submarino golpeó al petrolero japonés Mogamigawa. Según un portavoz de la Armada estadounidense, la colisión se produjo como consecuencia del efecto Venturi. El petrolero pasó por encima de la zona donde estaba sumergido el submarino y esto creó un efecto de succión que obligó al submarino a ascender a la superficie. El incidente fue la tercera colisión entre un submarino de propulsión nuclear estadounidense y un barco civil japonés. El 2 de octubre de 2007, la Marina de los EE. UU. acordó pagar a Kawasaki Kisen Kaisha Ltd, la empresa propietaria del Mogamigawa, una cantidad no revelada en compensación por la colisión.